# Chiesa di San Francesco (Finale Ligure)
La chiesa e il convento di San Francesco è un edificio religioso sito in via Domenico Brunenghi a Finale Ligure, in provincia di Savona.

## Storia
Situata lungo la strada per il nucleo storico di Finalborgo, la chiesa con annesso complesso conventuale dei Padri Cappuccini, furono edificati in un periodo tra il 1582 e il 1585 sui resti di una preesistente pieve dei Santi Nazario e Celso che ebbe funzione di parrocchiale fino al 1567.
Nel 1628 l'edificio subì una demolizione e nuova riedificazione, e ancora tra il 1642 e il 1644. Dipendente dalla curia milanese, conseguente alla dominazione meneghina del Marchesato di Finale, il complesso conventuale ritornò al controllo dell'arcidiocesi di Genova nel 1713 con l'acquisto del marchesato da parte della Repubblica di Genova. Nel 1925 vi fu aperto il seminario serafico, poi chiuso negli anni '90 del XX secolo.
Al suo interno conserva opere del presbitero tedesco san Fedele da Sigmaringen, di Navaloni e Giovanni Battista Melano, mentre recenti lavori di restauro hanno riportato alla luce i resti sotterranei dell'antica pieve medievale.

## La "Pieve del Finale"
I resti dell'antica pieve, detta "del Finale" in quanto fu per circa dieci secoli l'unica "battesimale" per tutto il territorio del finalese, furono messi in luce e riscoperti tra il 1940 e il 1945 nei lavori di recupero conservativo della soprastante chiesa dei Cappuccini. Per le sue caratteristiche, una grande aula rettangolare absidata, il primo impianto dell'edificio religioso è stato datato all'età imperiale romana, in un periodo che va dal I al IV secolo, e forse nei pressi di un abitato di epoca romana.
Nei ritrovamenti sono stati rinvenuti una vasca battesimale, un'iscrizione funeraria del 517, due tombe a cassa laterizia del IV e V secolo ed elementi architettonici - pilastri - del successivo allargamento a tre navate compiuto tra il VII o VIII secolo e ancora del XII e XIII secolo.